# Abdul Ali Mazari

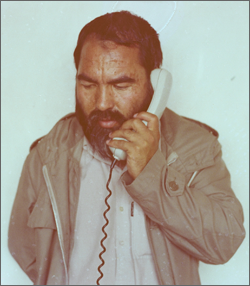
Abdul Ali Mazari

Abdul Ali Mazari (persisch عبدلعلی مزاری, DMG ʿAbd al-ʿAlī Mazārī; * 26. Mai 1946 in Tschahar Kint, Balch; † 13. März 1995 in Ghazni) war ein afghanischer Politiker. Er gehörte der Ethnie der Hazara an und war der erste Generalsekretär der Partei Hezb-e Wahdat. Er vertrat die Meinung, dass die Lösung von Afghanistans politischen Problemen in der Konstitution eines Bundesstaates liege, in dem alle Ethnien Afghanistans vertreten seien und gleiche Rechte hätten.
Im März 1995 wurden er und seine Delegation von Taliban-Mitgliedern gefoltert und ermordet.

## Leben
Mazari wurde in einem kleinen Dorf im Norden des Distrikts Tschahar Kint geboren. Wie die meisten Angehörigen seiner Ethnie war er Schiit. Er besuchte die Koranschule seines Dorfs und setzte sein Studium in Qom im Iran fort, wo er gefangen, der Verschwörung gegen den iranischen Schah beschuldigt und gefoltert wurde. Der Schah wurde im Januar 1979 gestürzt (Islamische Revolution).
Später kehrte er nach Afghanistan zurück, um sich am Kampf gegen die sowjetische Okkupation zu beteiligen.
1989, noch im Iran, gründete er die Nasr-Partei und wenig später in Afghanistan das Parteienbündnis „Hezb-e Wahdat-e Islami Afghanistan“ („Partei der Islamischen Einheit in Afghanistan“, in Dari: حزب وحدت اسلامی افغانستان), in der sich mehrere Widerstandsgruppen zusammenfanden.

## Tod
Am 12. März 1995 bat der Taliban-Führer Mullah Burjan um ein persönliches Treffen mit Mazari und einer Delegation der Islamischen Wahdat-Zentralpartei (Abuzar, Ekhlaasi, Eid Mohammad Ibrahimi Behsudi, Ghassemi, Jan Mohammad, Sayed Ali Alavi, Bahodari und Jan Ali) in Chahar Asiab bei Kabul. Bei ihrer Ankunft wurde die Gruppe entführt und gefoltert. Am folgenden Tag wurde Mazari ermordet. Die Taliban behauptete, Mazari hätte Taliban-Wachen angegriffen, als sie nach Kandahar geflogen waren. Später wurden seine Leiche und die seiner Gefährten der Hezb-e Wahdat übergeben, verstümmelt und mit Folterspuren versehen. Mazaris Leiche wurde zu Fuß von Ghazni nach Mazar-i-Sharif im Norden getragen (zu dieser Zeit unter der Kontrolle seines Verbündeten Abdul Rashid Dostum), teils bei starkem Schneefall. Hunderttausende nahmen an seiner Beerdigung in Masar-i Sharif teil. Mazari wurde 2016 von Präsident Ashraf Ghani offiziell zum Märtyrer für die Nationale Einheit Afghanistans ernannt.